# Stampa Alternativa
Stampa Alternativa è una casa editrice romana fondata nel 1970 da Marcello Baraghini. La casa editrice si ispirò alle Alternative Press americane e inglesi ed è storicamente nota per la collana Millelire, che rilanciò in Italia le edizioni supereconomiche, con venti milioni di copie vendute negli anni 1990 e poi convertiti anche in ebook.

## Storia della casa editrice
Ai suoi esordi, Stampa Alternativa si propone come un'agenzia di controinformazione e un centro di servizi su tematiche fino ad allora ignorate sia dalle forze istituzionali, sia dai movimenti che si autodefinivano rivoluzionari: sessualità, droghe, energie rinnovabili, viaggi e, più in generale, qualità della vita. Gli opuscoli vengono messi in vendita al prezzo politico di 300-500 lire. Fin dai primi anni settanta, la casa editrice si distingue per diverse iniziative provocatorie, come la distribuzione della Press Card, una tessera da fotogiornalista rilasciata per una cifra irrisoria a chiunque ne faccia richiesta. La tessera attesta a chi la possiede lo status di fotogiornalista corrispondente di Stampa Alternativa, agenzia regolarmente registrata presso il tribunale di Roma. 
Ancora oggi, inoltre, la casa editrice offre la possibilità, a chiunque voglia dar vita a una pubblicazione, di usufruire dell'etichetta supplemento a Stampa Alternativa, per aggirare le norme che richiedono la presenza di un giornalista regolarmente iscritto all'Ordine dei giornalisti per risponderne penalmente.
Nel 1975 viene pubblicato il volume Contro la famiglia. Manuale di autodifesa per minorenni, che vende oltre 60 000 copie; l'uscita del libro semina panico e indignazione. Il senatore del Movimento Sociale Italiano, Mario Tedeschi, direttore del Borghese, inaugura la campagna elettorale televisiva additando il libro al pubblico ludibrio. I comitati civici raccolgono firme in quasi tutte le parrocchie italiane per ottenerne il sequestro. Per questo libro il direttore di Stampa Alternativa Marcello Baraghini subisce un lungo processo e viene condannato a 18 mesi senza i benefici. Tutte le copie reperibili vengono sequestrate ma il libro sarà riproposto vent'anni dopo, nel 1995, in occasione dei 25 anni della casa editrice.
Nel 1987 si allarga la compagine sociale e nasce la Nuovi Equilibri Srl (Angelo Leone affianca Marcello Baraghini nella gestione della casa editrice).

## Sconcerto e Sonic book
Nei primi anni ottanta fa la sua comparsa una collana chiamata Sconcerto; si tratta di volumi quadrati ideati da Giacomo Spazio e creati su misura per poter contenere al loro interno un vinile. Vengono pubblicati, in particolare, brani di musicisti appartenenti alla cosiddetta New wave, ancora poco conosciuti in Italia, come The Cure e Smiths. All'interno del volume sono presenti biografie, testi e traduzioni in italiano. La collana viene affiancata da una serie dedicata alla musica italiana, accompagnata alla rivista Vinile e interamente dedicata all'underground nostrano. La rivista è ideata da Giacomo Spazio e condotta da Gigi Marinoni, Giacomo Spazio, Laura Mars e Carlo Albertoli. Giacomo Spazio poi ideerà anche la casa discografica indipendente Vox Pop. Con la scomparsa del vinile, la collana viene sostituita dai Sonic Book, con intenti analoghi ma accompagnati da un CD.  Sul versante musicale, la collana Grande Sconcerto ha proposto, e continua a farlo ancora nel 2020, saggi d’autore sulla canzone italiana sociale, politica e d’autore.

## La collana Millelire
Millelire è una collana di libri proposta a partire dal 1989.
I Millelire, libri che hanno rivoluzionato il mercato editoriale, come si legge sulla Piccola Enciclopedia Garzanti del 1993, si presentano come opuscoli con una veste scarna e priva di orpelli, al prezzo di 1000 lire (circa 0,52 euro), anche per affermare la necessità di una promozione della lettura proletaria.
Il successo editoriale è enorme: nel solo decennio novanta vengono vendute 20 milioni di copie, di cui 2-3 milioni soltanto di Lettera sulla felicità di Epicuro a Meneceo, presentato con un breve commento critico e con il testo a fronte in greco. Altro libro di grande successo è Papalagi. Discorso del capo Tuiavii di Tiavea delle Samoa, un trattato etnologico pungente e sagace sulla civiltà e i falsi miti degli Occidentali; secondo alcune interpretazioni il testo sarebbe in realtà un falso realizzato da Erich Scheurmann, che lo avrebbe diffuso in Europa spacciandolo per una sua traduzione di un vero discorso del capo samoano.
Nel 1994 la collana è stata insignita del premio Compasso d'oro per la comunicazione e la grafica. Nel 2002 questi libri, che per oltre un decennio hanno rivoluzionato il mercato editoriale, hanno cessato la produzione, continuando tuttavia ad essere venduti nelle strade e nelle piazze. I primi Millelire, quelli della fine degli anni 1980, vengono ora riproposti come e-book liberamente scaricabili.
Nel 1994 Stampa Alternativa pubblicò (nella collana Millelirepiù) la prima parte de L'arte della gioia, di Goliarda Sapienza, opera rifiutata da altri editori perché giudicata troppo sperimentale e immorale . Due anni dopo la morte dell’autrice (1996), Stampa Alternativa pubblica l’opera completa in due edizioni, nel 2002 e nel 2006 in grande formato, prima di cedere i diritti a Einaudi, dopo la pubblicazione del libro anche in Francia.

### Libri della collana Millelire (1989-2016)
- Paola Pallottino, Trentanove canzoni da Gesubambino al Pifferaio, con una lettera del 1955 di Aldo Palazzeschi e una postfazione di Angiolo Bandinelli, Roma, Stampa Alternativa, 1989.
- Marcello Gallian, America, 8 chine di Aldo Bandinelli, Roma, Stampa Alternativa, 1990.
- Angiolo Bandinelli, Gente di mezz'agosto, Roma, Stampa Alternativa, 1990.
- Papalagi. Discorsi del capo Tuiavii di Tiavea delle isole Samoa, Roma, Stampa Alternativa, 1990. ISBN 88-7226-072-8.
- Giancarlo Arnao, Proibizionismo antiproibizionismo e droghe, Roma, Stampa Alternativa, 1990.
- Nikolaj Rajnov, Il diavolo creatore, Roma, Stampa Alternativa, 1991.
- Giorgio Bocca, Droga vietata mafia arricchita, Roma, Stampa Alternativa, 1991.
- Alessandro Pigozzi "Prince Faster", Trip, Roma, Stampa Alternativa, 1991.
- Emilio Greco. Immagine d'amore. Poesie e incisioni, Roma, Stampa Alternativa, 1991.
- Jiri Orten, Eta Eta gli uccelli gialli, Roma, Stampa Alternativa, 1991.
- Le parole di Alda Merini, Roma, Stampa Alternativa, 1991. ISBN 88-7226-059-0.
- Marco Valerio Marziale, Lapidi e amori. 111 epigrammi, Roma, Stampa Alternativa, 1991. ISBN 88-7226-071-X.
- Ivano Fossati, Il giullare, Roma, Stampa Alternativa, 1991. ISBN 88-7226-073-6.
- Marco Pasquali, Ho fatto il censimento, Roma, Stampa Alternativa, 1991.
- Luca Conti, Inter rail-man. Manuale per chi viaggia in treno, Roma, Stampa Alternativa, 1991. ISBN 88-7226-083-3.
- Cristoph Martin Wieland, La pietra filosofale. Sylvester e Rosine, Roma, Stampa Alternativa, 1991.
- Racconti galeghi, a cura di Danilo Manera, Roma, Stampa Alternativa, 1991.
- Francesco Paladino, Tre amori giudicati, Roma, Stampa Alternativa, 1991.
- Massimo Pasquini, Caro Lucrezio, Roma, Stampa Alternativa, 1991.
- Memorie di Stefano Romiti detto Bimbo, a cura di Adamo Valerio, Roma, Stampa Alternativa, 1991.
- Gaetano Dentamaro, Tutori dell’ossigeno, Roma, Stampa Alternativa, 1991.

## I container Millelire
L'esigenza di pubblicare insieme diversi libri Millelire suggerisce l'idea di creare appositi contenitori. La prima di queste serie ha come titolo Giallo, nero e mistero: dieci volumetti di genere noir firmati da autori quali Loriano Macchiavelli, Marcello Fois, Andrea Pinketts. Il contenitore viene chiamato Marlboro, dal pacchetto della nota marca di sigarette a cui si ispira. La proposta riscuote grande successo e apre la strada ad altre raccolte, il cui contenitore si presenta come parodia di scatole di prodotti di consumo; fra questi, va ricordata la raccolta Internet, curata da Roberto Cicciomessere e Agorà Telematica, con un container che richiama il tetrapak del latte e i Settebelli, un ammiccamento provocatorio ad un famoso nome dell'industria di profilattici, per proporre sette classici della storia dei Millelire. Con la medesima modalità viene data alle stampe nel 1995 l'antologia Cyber punk, che raccoglie racconti inediti di autori italiani e alcuni saggi dedicati alla narrativa cyberpunk. I libri sono contenuti in un cofanetto che rimanda alla confezione di famose barrette di cioccolato. Altro elemento innovativo: all'interno è presente un floppy disk con un ipertesto di Fabio Gadducci e Mirko Tavosanis e l'allora primo browser per navigare su internet, Netscape 1.0.
Copie di questi cofanetti vengono richieste da importanti musei di tutto il mondo e sono oggetto di ricerche e tesi di laurea. In Giappone diventano autentici oggetti di culto, e Stampa Alternativa è protagonista di uno speciale sul maggior quotidiano locale. Il direttore editoriale Marcello Baraghini viene invitato in qualità di docente di marketing per un giorno presso l'Università di Tokyo.

## Fiabesca e altre collane
Nel 1982 nasce la storica collana Fiabesca Archiviato il 22 giugno 2020 in Internet Archive., oggi con oltre centotrenta titoli in catalogo. Vengono pubblicati autori quali Hermann Hesse (Favola d’amore, il titolo più importante, ha venduto ad oggi un milione di copie). Nascono i primi libri classici illustrati, accompagnati da tavole a colori racchiuse in cofanetti, come Alice nel paese delle meraviglie di Lewis Caroll, i Preraffaelliti di Dante Gabriel Rossetti.  Nel 1991 nasce Jazz People, che negli anni Duemila assume un formato più grande e si trasforma in New Jazz People, comprendente titoli quali I segreti del Jazz e Storia del Jazz. Nel 1989 viene pubblicato Farsi un libro, una guida all’autoproduzione editoriale, seguito dalla rivista Calligrafia, che continuerà a uscire periodicamente sino al 1995. La ricerca nel campo prosegue dal 1996 con la collana Scritture Archiviato il 22 giugno 2020 in Internet Archive., dedicata alla grafica e alla calligrafia, con titoli quali Segni&Simboli e Guardare pensare e progettare. In quegli anni si pubblicano anche titoli dedicati alla street-art, a partire dal primo della serie, Writing from underground.

## Libera Cultura
Nella primavera del 2005 viene promossa l'iniziativa Libera Cultura, volta a promuovere la circolazione libera delle idee e della produzione editoriale indipendente con licenze che ne possano consentire la massima diffusione e condivisione. Vengono riproposti in formato elettronico diversi titoli cartacei editi da Stampa Alternativa sotto licenza Creative Commons, liberamente scaricabili in formato pdf dal sito della casa editrice. Nell'estate 2020 sul sito è stato rinnovato con la pubblicazione (sempre in pdf sotto licenza Creative Commons) di molti titoli Millelire, soprattutto quelli storici e introvabili.

## IBianciardini
Nel 2007, Marcello Baraghini, in collaborazione con Ettore Bianciardi, propone una nuova iniziativa editoriale, i Bianciardini, piccoli opuscoli di sedici pagine ciascuno, ispirati dai racconti di Luciano Bianciardi, importante scrittore, saggista e giornalista italiano, scomparso nel 1971. I Bianciardini, venduti alla cifra simbolica di un centesimo di euro, proseguono, come afferma lo stesso editore, "portandola a compimento, la rivoluzione editoriale, culturale e di costume iniziata alla fine degli anni ottanta dai Millelire". Queste attività confluiscono nel progetto editoriale Strade Bianche.

## Festival della Letteratura Resistente
Marcello Baraghini è ideatore e animatore del Festival Internazionale della Letteratura Resistente, che si svolge ogni anno a settembre nel borgo medioevale di Pitigliano, in provincia di Grosseto. 
L'edizione del 2008, intitolata  Matti chiari, si è svolta dal 3 al 6 settembre ed è stata dedicata a Franco Basaglia, a cui si deve l'introduzione in Italia della legge 180/78, che portò all'abolizione dei manicomi.
A settembre 2017 giunge alla sua sedicesima edizione. A causa del Covid-19, la diciannovesima edizione già programmata per settembre 2020 è stata spostata direttamente al 2021.